# 帥升
帥升，亦作師升，是日本彌生時代中後期的倭國王，也是日本歷史上最早出現在歷史文獻記載的人物。

## 概要
據《後漢書卷八十五 東夷列傳第七十五》記載，漢安帝永初元年（107年），倭國王帥升等獻上生口百六十人，請求謁見。帥升被認為是日本歷史上最早出現的人物，其次出現的為卑彌呼。
此外，日本九州福岡縣太宰府天滿宮收藏的國寶《翰苑》中，也引用了《後漢書》的內容，有著相同的朝貢紀錄，上頭稱帥升為「倭面上國王師升」。《翰苑》是唐朝的「類書」，原本共有三十卷，現已散佚，日本太宰府天滿宮收藏的是第三十卷的抄本，據推測抄寫於日本平安時代初期。此外還有另一部同樣成書於唐朝的《通典》，也引用相同的內容，卻記載為「倭面土國王師升」。這些稱呼上的細微差異，引起研究學者相當大的興趣。

## 內部連結
- 彌生時代
- 倭國
- 後漢書